# 방경한
방경한 (方景漢, 1922년 ~  2019년 10월 27일)은 일제 강점기 만주 일대에서 항일 결사대로 활동한 애국지사이다.

## 활동
방경한은 충남 홍성에서 1922년 출생하였다. 그는 1940년 중국 지린(吉林)성 닝안(寧安)현 둥팡청(東方城)에서 거점을 확보하고 독립운동을 하였다.
1941년 결사대로 편성돼 헝산(恒山) 광산지대에서 친일 부일배 소탕 및 일본군 시설 파괴를 목적으로 활동하던 중 일경의 총에 맞아 부상했고, 1945년에는 일본군 수송대를 기습해 전원을 살해하는 전과를 거두기도 했다.

## 공훈
정부에서는 그의 공훈을 기려 1990년 건국훈장 애족장을 수여했다.